# KPMG
KPMG je celosvětová síť poradenských společností poskytujících služby v oblasti auditu, daní a poradenství. KPMG patří společně s firmami PricewaterhouseCoopers, Deloitte a Ernst & Young do tzv. Velké čtyřky auditorských firem.
V členských společnostech KPMG pracovalo v roce 2012 více než 152 tisíc zaměstnanců a konsolidovaný obrat společnosti v roce 2011 činil 22,7 miliard USD.

## Název KPMG
KPMG je zkratka jmen původních společníků zakládajících firem.
- K jako Klynveld. Piet Klynveld byl zakladatelem holandské účetní společnosti Klynveld Kraayenhof and Co., nyní KPMG Nizozemí. V roce 1979 se Klynveld spojil s německou Treuhand - Gesselschaft a mezinárodní firmou McClintock Main Lafrents a vznikla tak společnost Klynveld Main Goerdeler (KMG).
- P jako Peat. William Barclay Peat založil v Londýně roku 1870 účetní společnost William Barclay Peat and Co.
- M jako Marwick. James Marwick založil v New York City v roce 1897 spolu s Rogerem Mitchellem účetní společnost Marwick, Mitchell and Co. V roce 1911 se William Barclay Peat and Co. a Marwick Mitchell and Co. spojily v Peat Marwick Mitchell and Co, později přejmenované na Peat Marwick International (PMI), což byla jedna z největších mezinárodních účetních a poradenských společností.
- G jako Goerdeler. Dr. Reinhard Goerdeler byl po mnoho let předsedou Deutsche Treuhand-Gesellschaft a později předsedou KMG. Byl jedním z těch, kteří významnou měrou přispěli k fúzi KPMG.

## Historie
Společnost KPMG vznikla v roce 1987 fúzí společností Peat Marwick International (PMI) a Klynveld Main Goerdeler (KMG) a jejich členských firem.
Významné mezníky KPMG :
- 1867 – Robert Fletcher zakládá účetní společnost, která je později nazvána Peat Marwick Mitchell.
- 1870 – William Barclay Peat vstupuje do firmy.
- 1877 – Thomson McLintock otevírá kancelář v Glasgow.
- 1897 – V New Yorku je založena společnost Marwick Mitchell.
- 1925 – Společnosti Peat a Marwick Mitchell se spojily a vytvářejí transatlantickou společnost.
- 1979 – Thomson McLintock zakládá společnost KMG, skupinu nezávislých národních firem, které vytvářejí významnou mezinárodní firmu se sídlem v Evropě.
- 1987 – Proběhla fúze těchto dvou společností a byla vytvořena jedna firma: KPMG.

## Právní forma a vedení společnosti
Nezávislé členské společnosti sítě KPMG jsou přidružené ke KPMG International Cooperative („KPMG International“), švýcarské organizační jednotce. Každá členská společnost celosvětové sítě KPMG je právně samostatná a oddělená jednotka a tak se označuje. KPMG International, která sama neposkytuje žádné služby klientům, koordinuje činnost členských firem. Společnost KPMG International je registrována ve švýcarském kantonu Zug a její právní forma je švýcarské družstvo.

### Vedení KPMG
Management společnosti KPMG International tvoří:
- Michael Andrew, předseda KPMG International
- Alan Buckle, místopředseda KPMG International
- Rolf Nonnenmacher, předseda regionu Evropa, Střední Východ, Afrika a Indie
- John Veihmeyer, předseda regionu Amerika
- Hideyo Uchiyama, předseda regionu Asie-Pacific.

František Dostálek je předsedou a výkonným ředitelem KPMG střední a východní Evropa, pod kterou spadá KPMG v České republice.

## KPMG Česká republika
Společnost KPMG Česká republika zahájila svou činnost v roce 1990, kdy byla v Praze otevřena první kancelář. V současné době má společnost kanceláře v Praze, Brně, Českých Budějovicích a Ostravě.
Vedení KPMG v České republice tvoří Radek Halíček (řídící partner) a partneři Petr Bučík, Pavel Kliment, Carolyn Břečťanová, Petr Škoda a Jindřich Vašina.
Společnost podniká v České republice prostřednictvím těchto firem:
- KPMG Česká republika, s.r.o.
- KPMG Česká republika Audit, s.r.o.
- KPMG Advisory, s.r.o.
- KPMG Legal s.r.o., advokátní kancelář